# Alicia Framis Martín
Alicia Framis Martín   (Barcelona i Mataró, 22 de juliol de 1967) és una artista multidisciplinària catalana. La seva obra s'articula en diferents formats i suports d'expressió artística combinant l'arquitectura, el disseny, la moda, el vídeo i la performance.
Framis va estudiar amb l'artista minimalista francès Daniel Buren i amb l'artista conceptual nord-americà Dan Graham. La seva obra sovint qualificada d'art social o de nova performance, és hereva de l'art de la performance dels anys setanta. La seva creença en les limitacions de l'art a l'hora de comunicar sentiments i idees l'han portada a cercar el contacte físic i directe amb el públic mitjançant peces que permeten experiències insòlites. Ha exposat els seus treballs tant a Catalunya com a nivell internacional. Va representar els Països Baixos al pavelló holandès de la Biennal de Venècia de 2003.

## Biografia
Va estudiar a la Facultat de Belles Arts de Sant Jordi de la Universitat de Barcelona i a l'École Nationale Supérieure des Beaux-Arts de París. Va realitzar un Màster a Institut d'Hautes Etudes de París i un altre al Rijksakademie Van Beeldende Kunsten d'Amsterdam. Framis ha ensenyat arquitectura a la Universitat Tecnològica de Delft, Belles Arts a Sandberg Instituut d'Amsterdam, i continua ensenyant a ArtEZ Institute of the Art en els Països Baixos.

## Obra

### Arquitectura social
Inclou treballs com Guantanamo Museum un projecte que va ser presentat en el Centre d'Art Santa Mònica de Barcelona i va continuar treballant i presentant en diferents ciutats com Madrid, Múnic, Lleó, etc. Aquest treball mostra una sèrie de dibuixos, maquetes, disseny d'objectes i reflexiona sobre la possibilitat de museitzar el centre de reclusió dels Estats Units d'Amèrica a Guantánamo. En aquest projecte treballa amb un equip multidisciplinar de professionals: músics, Blixa Bargeld i Tara Delong; l'escriptor Enrique Vila-Matas; la curadora Montse Badia, l'arquitecte Uriel Fogue; el dissenyador gràfic Àlex Gifreu, dissenyadors de moda, participants de Can Xalant (Centre de Creació d'Arts Visuals de Mataró) i estudiants de l'Institut de moda Felicidad Duce (Barcelona) i IED Escola Superior de Disseny (Barcelona i Madrid). Moon Life Concept Store un treball que va començar el 2010 a Xanghai i va continuar a Amsterdam el 2011. Inclou una sèrie de productes, instal·lacions, prototips i vídeos realitzat per 24 arquitectes, dissenyadors i artistes dels Països Baixos i de la Xina fets per representar el futur de la vida humana a l'espai. Convida al públic a imaginar la seva hipotètica vida quotidiana a l'espai. O la Billboardhouse (2000-2009), una sèrie de dissenys d'habitacles gratuïts i modulars, fabricats en forma de cub i amb tanques publicitàries. Els presenta com a habitacles que les empreses de publicitat financen per construir l'estructura i a l'interior poden servir com a refugi per a persones sense llar, o bé per a persones que viuen una vida moderna i només utilitzen les cases com a espais per a relaxar-se.

### Moda
Els anys 2002 i 2003 Alicia Framis presenta la performace Anti_dog una col·lecció de 23 vestits dissenyats amb un teixit especial, el Twaron, un teixit antibales, ignífug i resistent a les agressions. Va demanar a dissenyadors de la talla de Hussein Chalayan, Chanel, Dior, David Delfín, Jean Paul Gaultier i Jesús del Pozo, que creessin moda per protegir les dones dels seus agressors, és a dir, roba especialment dissenyada per combatre la violència. S'imagina que la moda actua i ofereix un producte per resoldre un problema. Aquesta performance la presenta a París, a Amsterdam, Madrid, Birmingham, Helsinborg, Barcelona i a Venècia en el marc de la Biennale. A Not for sale (2008) utilitza fotos de nens amb la intenció de crear consciència de l'esclavitud infantil al món.

### Desitjos
Wishing Wall (1998- 2001) un projecte fet amb una paret, papers, tinta invisible i 500 forats, que va viatjar per Holanda, Itàlia, Suïssa i Alemanya, recollint un total de 1.563 desitjos. La primera presentació va ser a Serre di Rapolano, Itàlia. Framis va decidir fer forats a la paret perquè l'edifici era de l'època de Mussolini i la gent del poble estaven una mica avergonyits d'aquest fet. Aquests forats es van anar omplint amb fulls de paper on els visitant havien escrit desitjos amb tinta invisible. Aquesta peça interactiva és un clar exemple del que es coneix com a "estètica relacional". Cartas al cielo es tracta d'una escultura pública i participativa, en concret, una esfera d'acer inoxidable de 160 cm de diàmetre creada per actuar com a bústia de correus on es poden enviar cartes als membres de la nostra vida que ja no estan físicament amb nosaltres. Huesca (2011), Londres (2011), New York (2015).

## Exposicions
L'obra de Framis s'ha presentat en museus, galeries i espais públics de tot el món incloent exposicions individuals en el Migros Museum (2000), Palys de Tokio de Paris (2002), a la a l'Arts Santa Mònica de Barcelona (2008), Kunstzone Rabobank d'Utrecht (2012), Museum voor Moderne Kunst Arnhem (2013), i en el MUSAC Museu d'Art Contemporani de Castella i Lleó el 2014, entre d'altres. El seu treball ha estat presentat a la 50a Biennal de Venècia (2003), a la 2a Biennal de Berlín (2001), a Performa 09 de Nova York, i a la 2a Manifesta, Luxemburg (1998).

## Reconeixements

### Premis
El 1997 Guanya el Premi de Roma d'Art en Espais Públics dels Països Baixos amb la performance The Walking Monument, realitzada el 8 de setembre en la plaça Dam d'Amsterdam. El 2011 reb el reconeixement Best Practice pel Het Nieuwe Instituut de Rotterdam per Screaming Room.[15] Instal·lació interactiva amb una impressora 3D que imprimeix vasos de plàstic biodegradables. En una habitació en forma de con crea un espai aïllat amb un micròfon on els visitants poden gravar un crit prement un votó vermell. Un programari dissenyat especialment transforma el crit en un vas de plàstic, utilitzant una impressora 3D instal·lada al costat de l'habitació. La forma dels vasos depèn del tipus de crit, el to, la durada, etc. Aquesta sala es presenta com un refugi on alliberar tensions mitjançant un crit que transforma aquesta energia en un objecte únic.

### Presència en col·leccions
- FRAC Lorraine, Metz, Murmurs (2000)[31]
- Museum Boijmans, Rotterdam, Anti_Dogs (2002)[32]
- Rabo Art Collection, Utrecht, The Walking Monument (1997),[33] Breakfast (1999),[34] Karen Park Goude, anti-dog Dress (2002),[35] Cinema with Hospital, Los Angeles (1999)[36]
- Sanders Collection del Stedelijk Museum, Amsterdam.[37]

## Representació
Alícia Framis està representada per les galeries Barbara Gross Galerie de Múnic, i per la Galería Juana de Aizpuru de Madrid. També havia estat representada per l'Annet Gelink Gallery d'Amsterdam, entre d'altres.